# Uebi Szebelie
Uebi Szebelie, Webi Shabeelle (Wadi Szabili) – rzeka w Afryce, przepływa przez Somalię i Etiopię. Liczy blisko 1820 km długości (1130 mil).
Wypływa ze stoków góry Mendebo, przepływa przez Wyżynę Somalijską, następnie przez nadbrzeżną nizinę Somalijską; nieopodal Mogadiszu skręca na południowy zachód i płynie równolegle do linii brzegowej Oceanu Indyjskiego. Uchodzi do bagien położonych około 40 km od wybrzeży Oceanu Indyjskiego, blisko 30 km od ujścia Dżuby. Pełni funkcję nawadniającą.